# 丹尼斯維爾 (新澤西州)
丹尼斯維爾（英語：Dennisville）是位於美國新澤西州開普梅縣的普查規定居民點。

## 人口
根據2020年美國人口普查的數據，丹尼斯維爾的面積為11.86平方千米，當中陸地面積為11.39平方千米，而水域面積為0.49平方千米。當地共有人口830人，而人口密度為每平方千米69.98人。